# Bracon colpophorus
Bracon colpophorus är en stekelart som först beskrevs av Wesmael 1838.  Bracon colpophorus ingår i släktet Bracon och familjen bracksteklar. Inga underarter finns listade.